# Agneta Eriksson
Berith Agneta Eriksson  (ur. 3 maja 1965 w Västerås) – szwedzka pływaczka, trzykrotna olimpijka
Na igrzyskach w Moskwie w 1980 roku w sztafecie 4 × 100 metrów stylem dowolnym, wraz z Cariną Ljungdahl, Tiną Gustafsson i Agnetą Mårtensson, zajęła 2. miejsce, przegrywając jedynie z przedstawicielkami NRD. Na tych igrzyskach wystartowała jeszcze na 100 metrów stylem dowolnym (8. miejsce). 4 lata później, na igrzyskach w Los Angeles, wzięła udział w rywalizacji na 100 metrów stylem motylkowym (12. pozycja), 100 metrów stylem dowolnym (15. miejsce) oraz w dwóch sztafetach: 4x100 metrów stylem dowolnym i 4 × 100 metrów stylem zmiennym. Jej ostatnimi igrzyskami były te z 1988 roku w Seulu. Ponownie wzięła udział w tych samych sztafetach oraz na 100 metrów stylem motylkowym.
Eriksson zdobyła także brązowy medal w sztafecie 4 × 200 metrów stylem dowolnym na mistrzostwach Europy 1985 w Sofii.